# 進步黨 (西班牙)
進步黨（西班牙語：Partido Progresista）為西班牙伊莎贝拉二世在位期間（1833年—1868年）的兩大政黨之一，持續與溫和保皇黨爭奪權力。
進步黨為左派政黨，但卻自稱為自由主义政黨。雖然其為溫和黨的反對黨，但與溫和黨一樣支持伊莎貝拉，且特別反對卡洛斯主义。

## 歷史
1834年，伊莎贝拉二世年僅3歲，當時王大妃两西西里的玛丽亚·克里斯蒂娜正攝政。此時進步黨打著「極端自由派的反對黨」的旗號成立，此黨乃結合立憲革命中的「狂熱派」，「廿年派」和「進步派」，溫和黨則代表支持1812年西班牙憲法的「憲法派」。進步黨創黨前已經派人角逐1834年的大選，其前身狂熱派和廿年派亦參加過1822年選舉。
進步黨亦有參加西班牙全國民兵、陪審團，支持世俗派、西發里亞主權體系和擴大中的选举权。關於選舉權問題上，黨的立場則比人民主权论溫和一點，並無要求舉行普遍選舉。
進步黨的政治立場在後期不斷遭到質疑和受損，尤其瑪麗亞·克里斯蒂娜和伊莎贝拉二世一直嘗試與卡洛斯主义者達成妥協。
1870年，進步黨末任黨魁胡安·普里姆被謀殺，進步黨開始逐步解體。後來分裂成為西班牙憲法黨、西班牙激進民主黨和西班牙民主黨。1874年，西班牙波旁王朝復辟，進步黨正式被解散。

## 黨領袖

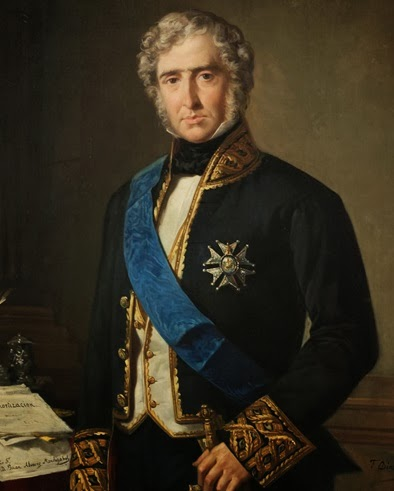
阿尔瓦雷斯·门迪萨瓦尔
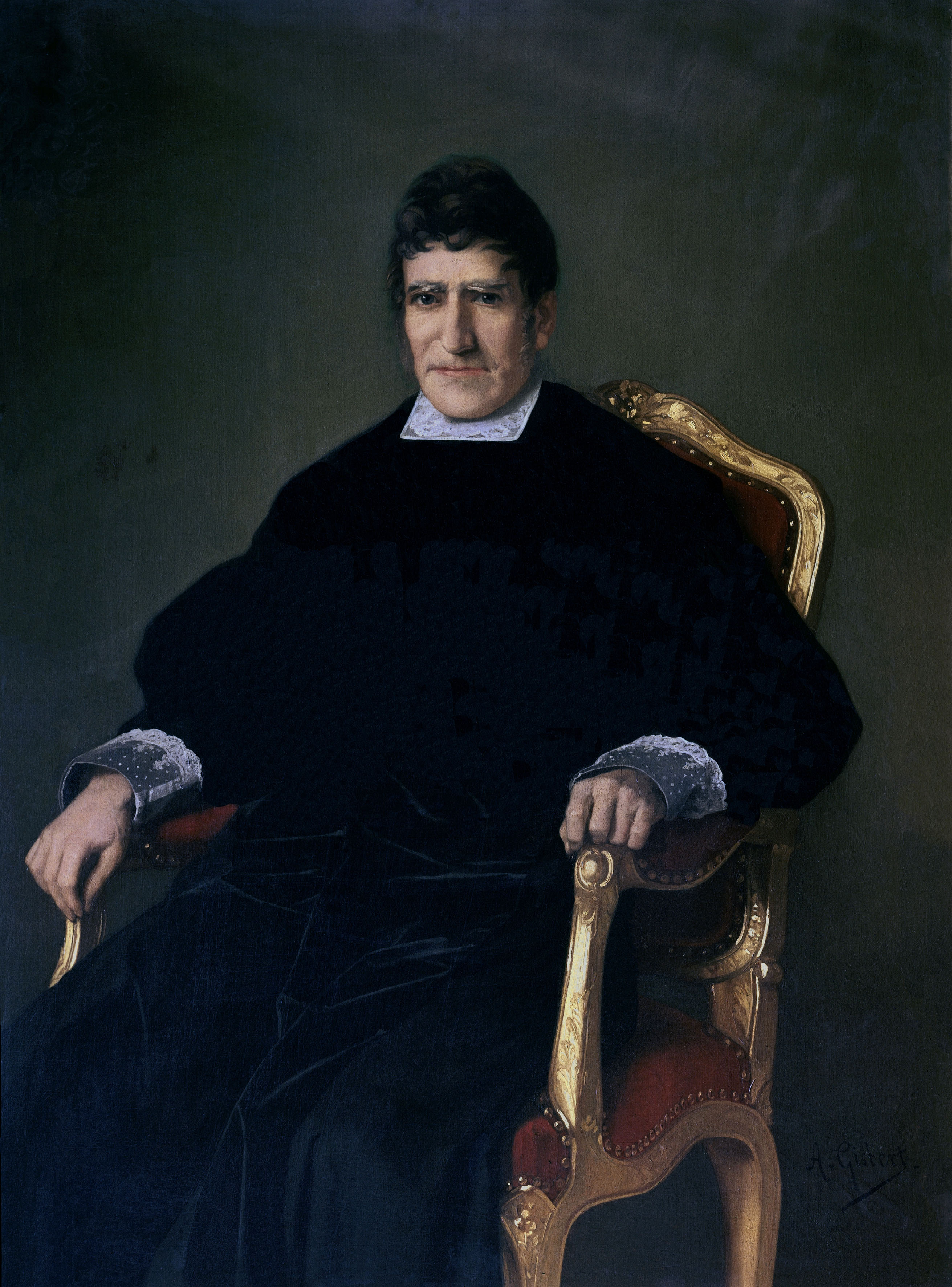
卡拉特拉瓦
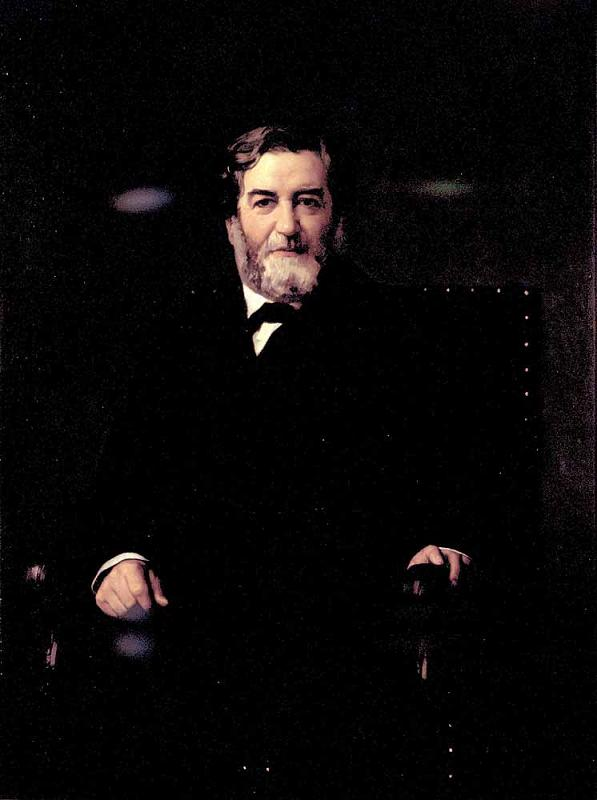
奥洛萨加
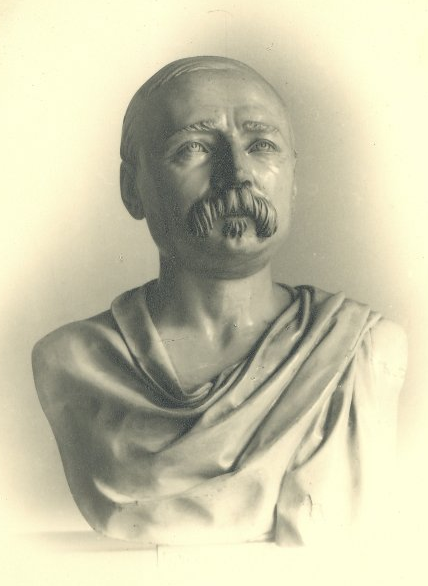
佩德羅·卡爾沃·阿森西奧（英语：Pedro Calvo Asensio）
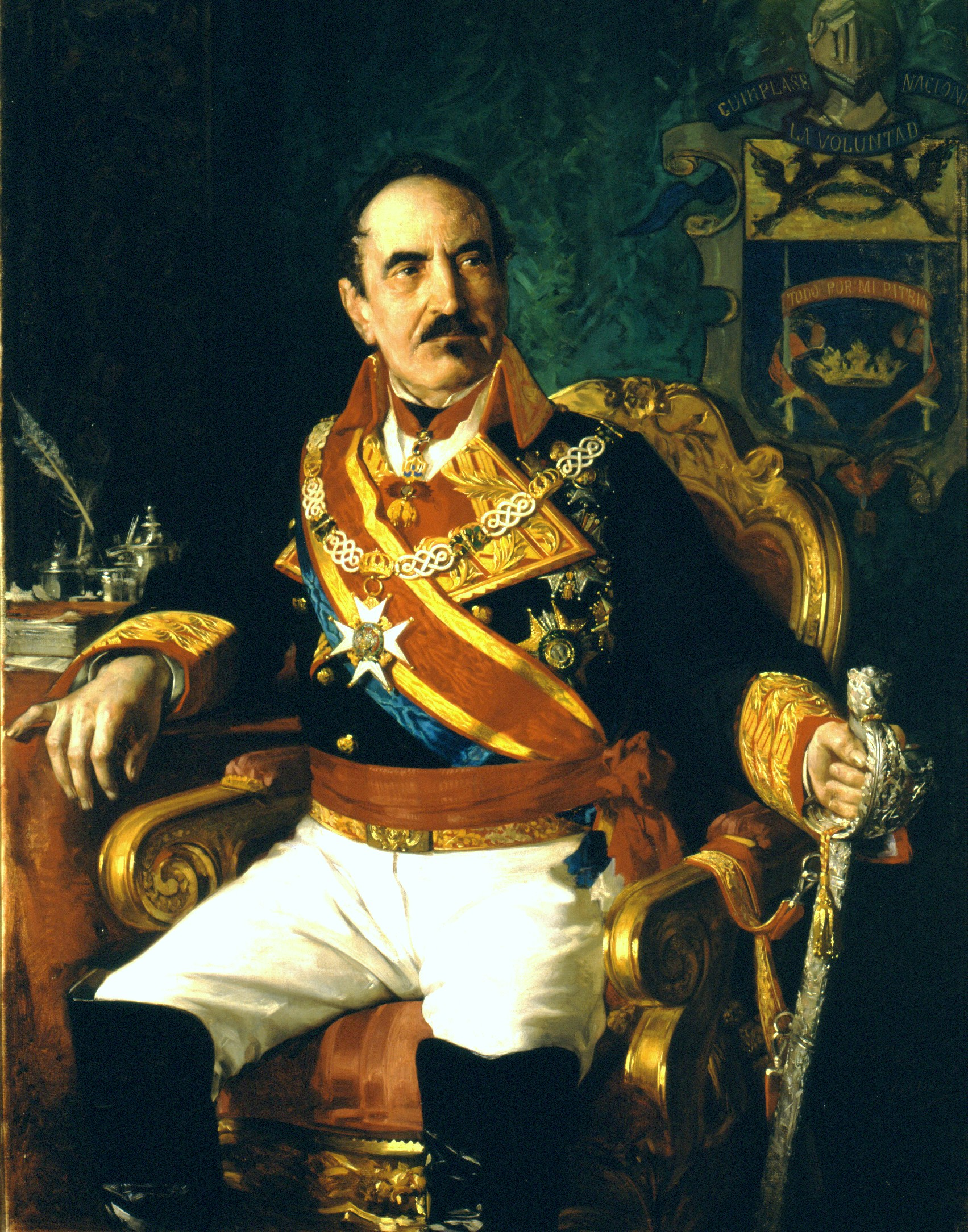
埃斯帕特罗
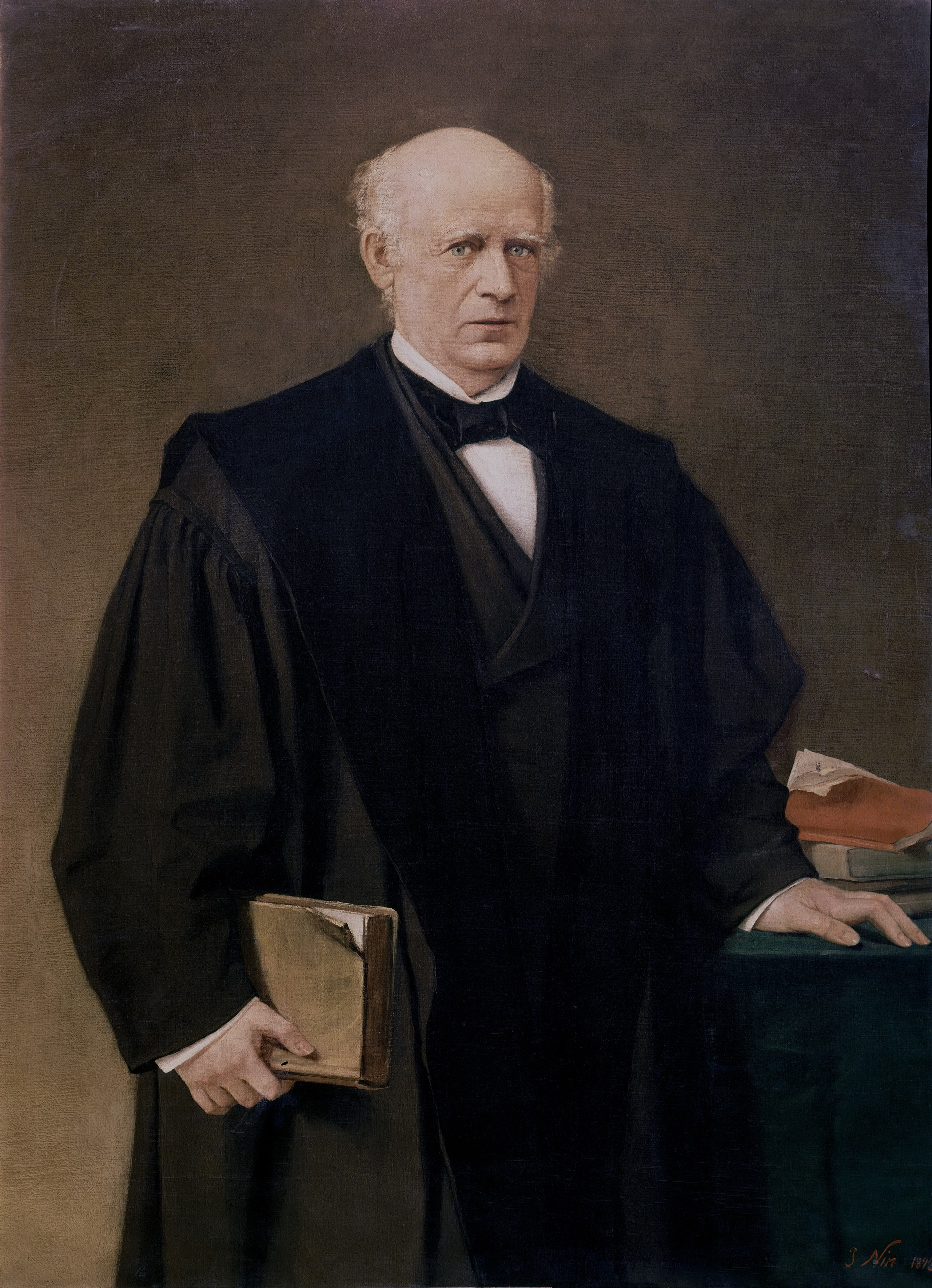
帕斯夸尔·马多斯
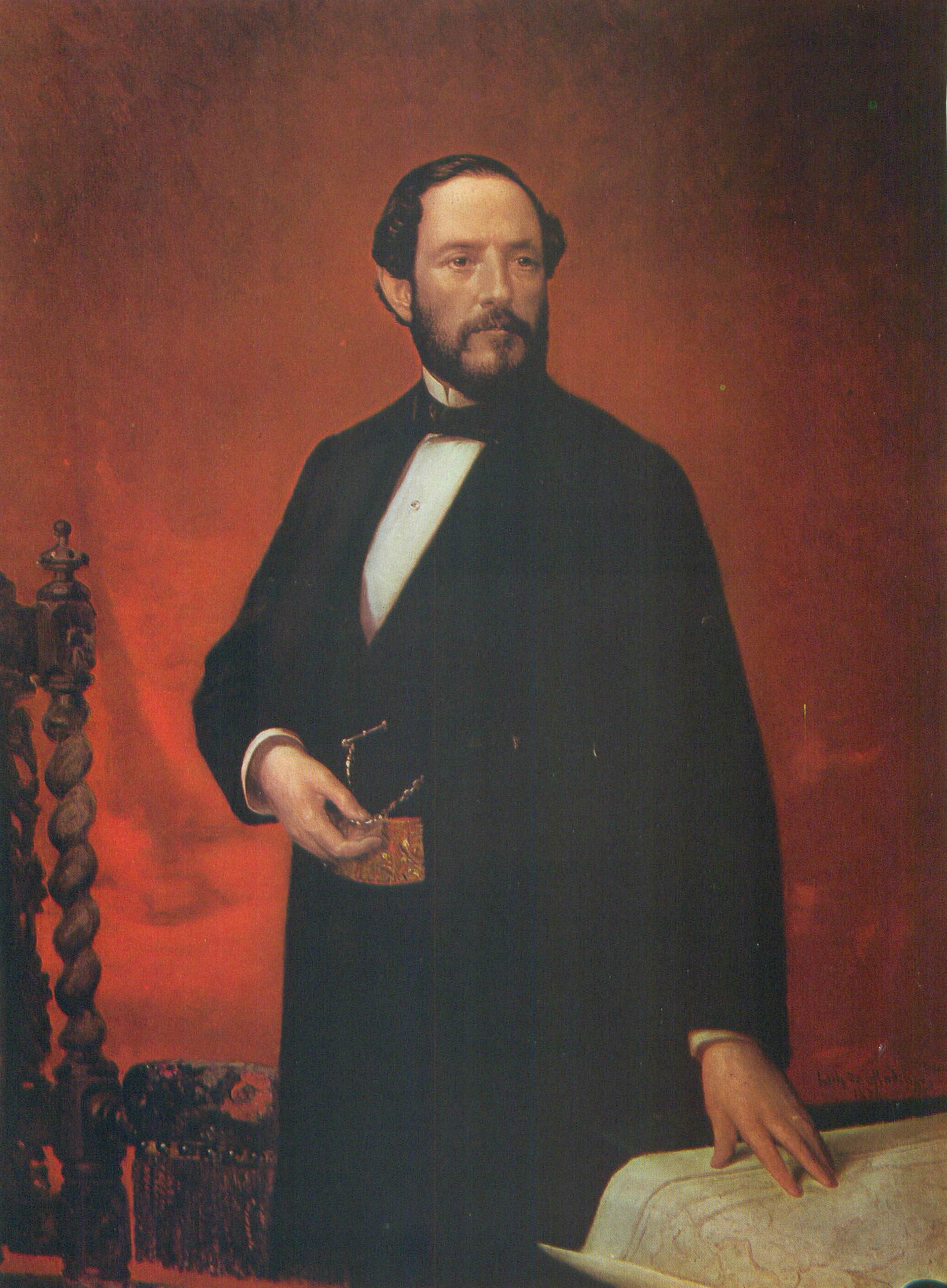
胡安·普里姆
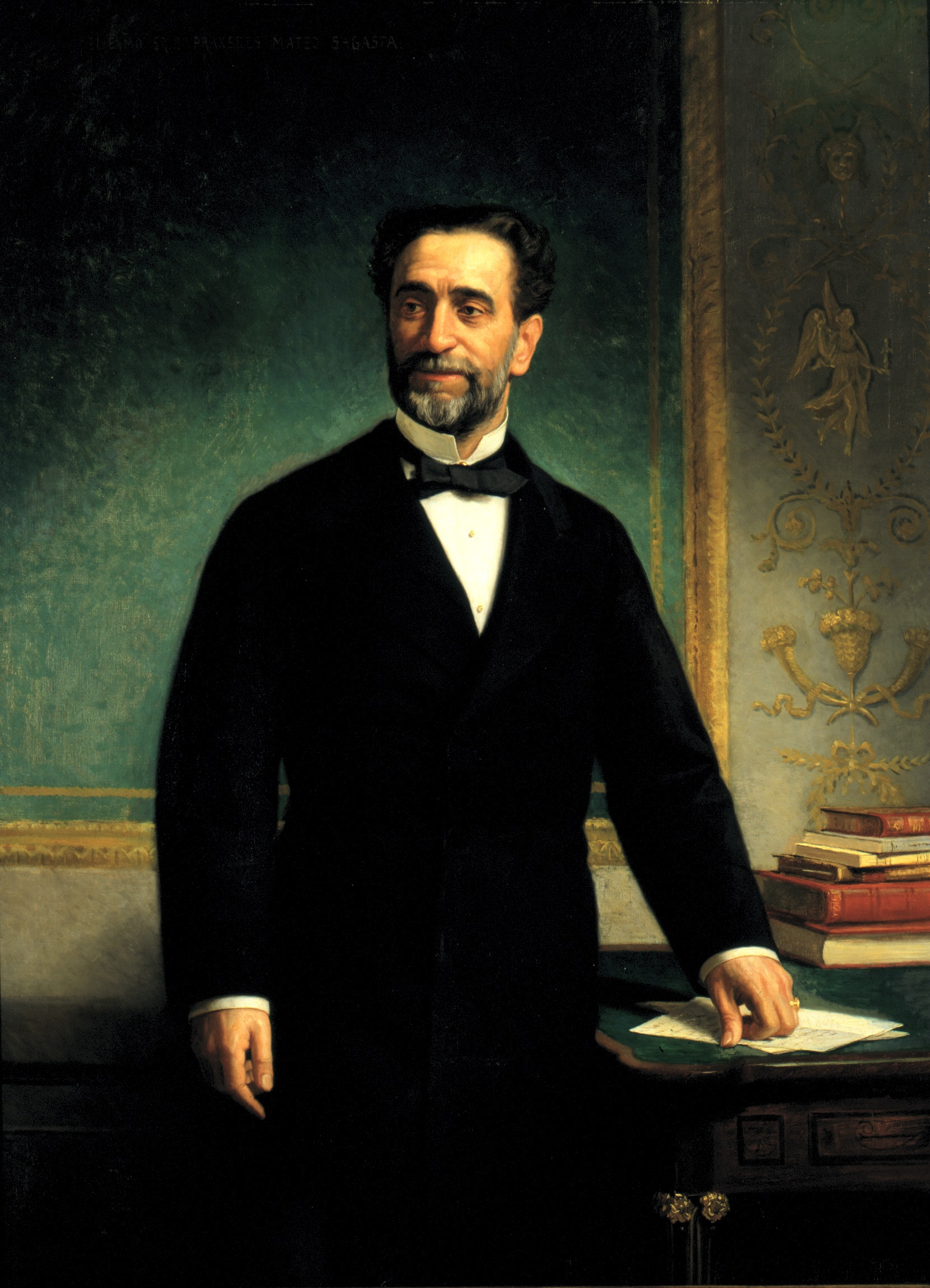
萨加斯塔
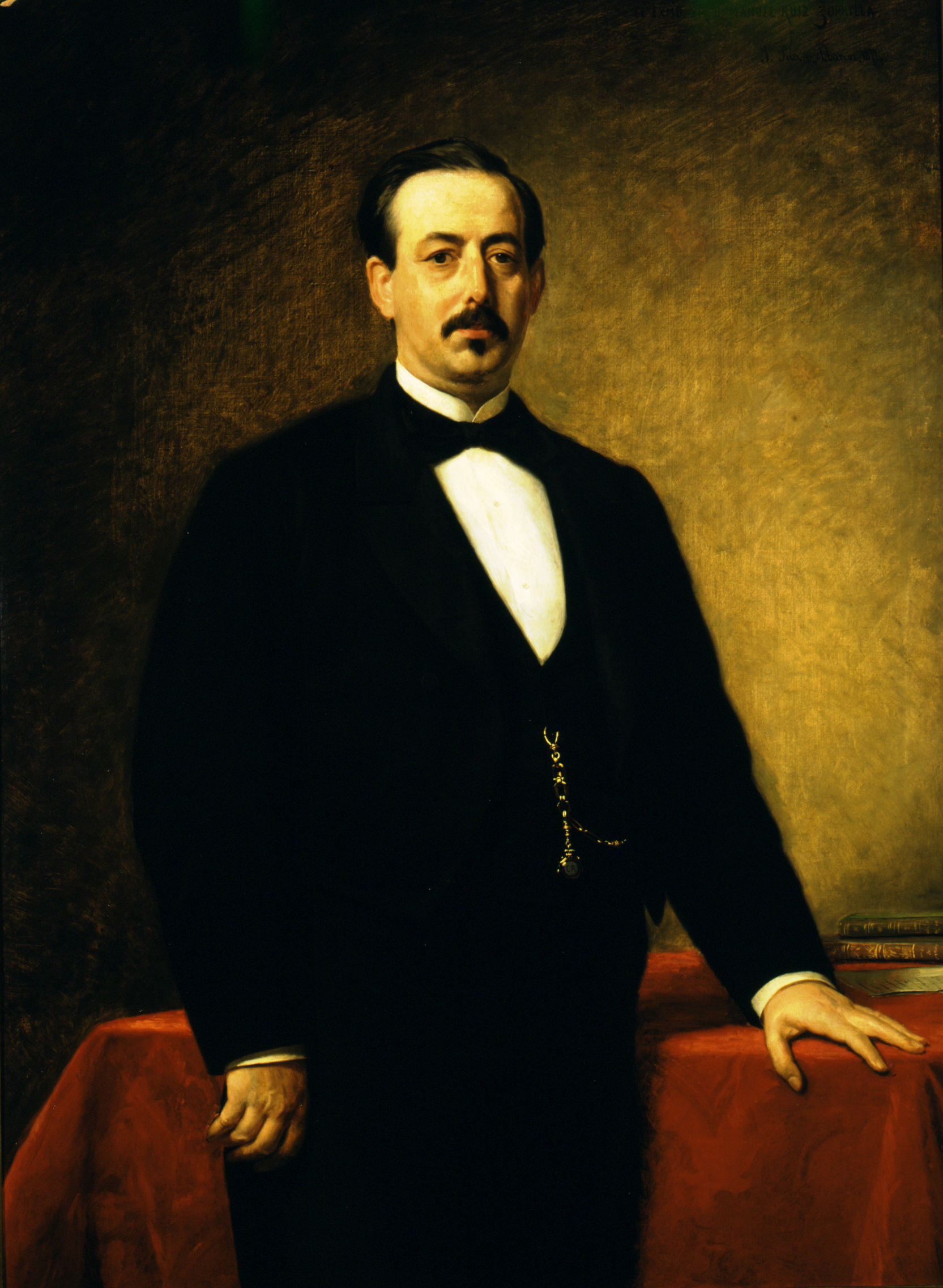
鲁伊斯·索里利亚

## 備註
1. ↑  原文：exaltados
2. ↑  原文：progresistas